# 数密度
数密度（number density），符号 n 或 ρN，是用于描述可数物体（粒子、分子、声子、细胞、星系等）在物理空间中的集中程度的密集量：三维体积数密度，二维面数密度，或一维线数密度。人口密度是面数密度的一个例子。
数浓度（number concentration），符号  n 或 C ，有时在化学中用于代表数密度，特别是在与其他浓度进行比较时。数浓度符号使用小写 n 以避免与大写 N 所表示物质的量混淆。

## 定义
体积数密度是每单位体积指定物体的数量：
{\displaystyle n={\frac {N}{V}},}
其中N是体积V中的对象总数。
这里假设 N足够大，以至于将计数四舍五入到最接近的整数不会引入太多错误，但是V被选择得足够小，以至于得到的n不太依赖于大小或形状由于大尺度特征，体积V。
面积数密度是单位面积指定物体的数量， A ：
{\displaystyle n'={\frac {N}{A}},}
同样，线数密度是每单位长度L中指定对象的数量：
{\displaystyle n''={\frac {N}{L}},}

## 单位
在国际单位制中，数密度以 m -3为单位，但通常使用 cm -3 。在处理室温和大气压下的气体、液体或固体的原子或分子时，国际单位不太实用，因为所得的数字非常大（大约 10 20 ）。以理想气体在0 °C和1 atm的数密度作为衡量标准： n0 = 1 amg = 2.6867774 × 1025 m−3通常作为一种数密度单位引入，对于任何物质在任何条件下（不一定限于0 °C和1 atm的理想气体）。 

## 与其他量的关系

### 摩尔浓度
对于任何物质，数密度可以用其量浓度c （以mol /m 3表示）表示为
{\displaystyle n=N_{\rm {A}}c}
其中NA是阿伏伽德罗常数。如果n和c中的空间尺寸单位米始终被任何其他空间尺寸单位替换，例如如果n以 cm -3为单位且c以 mol/cm 3为单位，或者如果n以L为单位，这仍然是正确的-1和c以 mol/L 为单位，等等。

### 质量密度
对于具有明确定义的摩尔质量M （以kg /mol 为单位）的原子或分子，数密度有时可以用它们的质量密度ρ m （以 kg/m 3为单位）表示为
{\displaystyle n={\frac {N_{\rm {A}}}{M}}\rho _{\mathrm {m} }.}
请注意，比率M / N A是单个原子或分子的质量，以 kg 为单位。

## 例子
除非另有说明，下表列出了1 atm和20 °C下的数密度的常见示例。
| 材料       | 数密度， n                  | 数密度， n | 量浓度                  | 质量密度_                 | 摩尔质量                 |
| 材料       | (10 27 m -3 = 10 21 cm -3 ) | (毫克)     | (10 3摩尔/米3 =摩尔/升) | (10 3 kg /m 3 = g /cm 3 ) | (10 -3公斤/摩尔=克/摩尔) |
| ---------- | --------------------------- | ---------- | ----------------------- | ------------------------- | ------------------------ |
| 理想气体   | 0.02504                     | 0.932      | 0.04158                 | 41.58 × 10 -6 M           | 米                       |
| 干燥的空气 | 0.02504                     | 0.932      | 0.04158                 | 1.2041 × 10 -3            | 28.9644                  |
| 水         | 33.3679                     | 1,241.93   | 55.4086                 | 0.99820                   | 18.01524                 |
| 钻石       | 176.2                       | 6,556      | 292.5                   | 3.513                     | 12.01                    |